# Martin Zwicker
Martin Detlef Zwicker (* 27. Februar 1987 in Köthen) ist ein deutscher Hockeyspieler, der 2016 Olympiadritter, 2023 Weltmeister und 2024 Olympiazweiter wurde. Er ist mit 336 Einsätzen deutscher Rekordnationalspieler.

## Karriere
Das Hockeyspielen lernte er von seinem Vater, dem ehemaligen 96-fachen DDR-Hockeynationalspieler Detlef Zwicker und im Cöthener HC 02. Er spielt beim Bundesligisten Berliner HC in der 1. Bundesliga, 2012 wurde er mit dem Verein Deutscher Meister.
2008 wurde er auf einer Länderspielreise in Südafrika erstmals bei der deutschen Nationalmannschaft eingesetzt. Bei der Europameisterschaft 2009 in Amsterdam verlor er mit dem deutschen Team das Finale mit gegen England. Er gehörte auch dem deutschen Aufgebot der  Weltmeisterschaft 2010 in Neu-Delhi an. Die Mannschaft erreichte dort ebenfalls das Finale und wurde Vizeweltmeister nach einer Niederlage gegen Australien. 2016 war Zwicker bei den Olympischen Spielen 2016 in Rio de Janeiro Mitglied der Nationalmannschaft, welche gegen die Niederlande die Bronzemedaille gewann. Dafür wurde er am 1. November 2016 mit dem Silbernen Lorbeerblatt ausgezeichnet.
2021 gewann Zwicker mit der deutschen Mannschaft die Silbermedaille hinter den Niederländern bei der Europameisterschaft in Amstelveen. Bei den Olympischen Spielen 2021 in Tokio verloren die Deutschen das Spiel um den dritten Platz gegen die indische Mannschaft. Bei der Weltmeisterschaft 2023 in Bhubaneswar wirkte Zwicker in allen sieben Spielen mit, so auch im Finale gegen Belgien und wurde mit Deutschland Weltmeister. Bei der Europameisterschaft 2023 in Mönchengladbach verlor die deutsche Mannschaft im Spiel um Bronze gegen die Belgier. Bei den Olympischen Spielen 2024 in Paris gewann die deutsche Mannschaft die Silbermedaille nach einer Finalniederlage gegen die Niederlande.
Insgesamt wirkte Zwicker bis zum 25. Juni 2025 in 336 Länderspielen mit, womit er deutscher Rekordnationalspieler ist.
Martin Zwicker studierte Sportwissenschaften an der Humboldt-Universität zu Berlin.